# 김민찬 (1958년)
김민찬(金旻澯, 본명: 김원용(金元鎔), 1958년 2월 4일~)은 대한민국의 기업인, 정치인이다. 현재는 월드마스터위원회위원장을 역임하고 있다.

## 생애
2004년 11월부터 숨겨진 대한의 문화예술인 발굴 사업을 시작했으며 2006년 12월에 세계명인문화예술대축제조직위원회(현재의 월드마스터위원회)를 설립했다. 2007년 7월에는 사단법인 세계명인문화예술교류회(현재의 사단법인 세계명인회)를 설립했다. 그 밖에 사단법인 대한민국명인회, 사단법인 세계명인회 명예총재를 역임했고 주한 외국 대사관의 날, 월드마스터페스티벌, 세계 문화 교류 확대 행사, 국가 수교 기념 행사 등을 주최했다.
2008년에 실시된 대한민국 제18대 국회의원 선거에서는 문화예술당의 비례대표 후보(1번 김원용(김민찬), 2번 이원석, 3번 김성옥, 4번 김남훈, 5번 홍현선, 6번 권정숙, 7번 김영종)로 출마했으나 낙선했다. 2014년 9월부터 2017년 2월까지 원광디지털대학교 자연건강학과 이학석사 과정에 재학했다.
2014년 10월부터 2016년 1월까지 미국 템플턴 대학교(Templeton University) 상담심리대학원 상담심리학 석사 과정에 재학했으나 해당 대학이 대선 이후에 무허가 대학으로 밝혀지면서 학력 위조 논란에 빠졌다. 하지만 중앙선거관리위원회의 조사 과정에서 정식 학위가 아니었다는 사실을 몰랐다고 해명하면서 무혐의 처리되었다. 2017년에 실시된 대한민국 제19대 대통령 선거에서 무소속 후보로 출마하여 기호 15번을 부여받았으며 전체 후보자 가운데 7위를 기록했다. 대통령 선거 토론에서는 남침 땅굴이 있다고 주장했다.

## 학력
- 동남보건대학교 식품가공과
- 한국방송통신대학교 행정학과 학사
- 원광디지털대학교 대학원 자연건강학과 이학석사

### 비학위 수료
- 미국 템플턴 대학교 상담심리대학원 심리치료코스교육과정 수료

## 역대 선거 결과
|  | 0.1% |

|  | 0.1% |

|  | 0.09% |

|  | 0.05% |